# Яковлев, Вадим Алексеевич
Вадим Алексеевич Яковлев (род. 29 июля 2003, Узынагаш, Алматинская область) — казахстанский футболист, полузащитник молдавского клуба «Бэлць».

## Клубная карьера
Футбольную карьеру начинал в 2021 году в составе клуба «Аксу» в первой лиге.
В апреле 2022 года перешёл в молдавский клуб «Динамо-Авто». 8 апреля 2022 года в матче против клуба «Сфынтул Георге» в чемпионате молдавии (0:4), выйдя на замену на 78-й минуте вместо Артёма Билинского.

## Карьера в сборной
10 сентября 2019 года дебютировал за сборную Казахстана до 21 года в матче против сборной Израиля до 21 года (1:2).
13 ноября 2019 года дебютировал за сборную Казахстана до 17 лет в матче против сборной Германии до 17 лет (0:5).
6 октября 2021 года дебютировал за сборную Казахстана до 19 лет в матче против сборной Чехии до 19 лет (0:3).

## Достижения
«Аксу»
- Победитель Первой лиги Казахстана: 2021

## Статистика
| Клуб             | Сезон            | Лига | Лига | Кубки | Кубки | Еврокубки | Еврокубки | Итого | Итого |
| Клуб             | Сезон            | Игры | Голы | Игры  | Голы  | Игры      | Голы      | Игры  | Голы  |
| ---------------- | ---------------- | ---- | ---- | ----- | ----- | --------- | --------- | ----- | ----- |
| Аксу             | 2021             | 11   | 1    | 3     | 0     | —         | —         | 14    | 1     |
| Аксу             | Итого            | 11   | 1    | 3     | 0     | —         | —         | 14    | 1     |
| Динамо-Авто      | 2021/22          | 5    | 1    | 1     | 0     | —         | —         | 6     | 1     |
| Динамо-Авто      | Итого            | 5    | 1    | 1     | 0     | —         | —         | 6     | 1     |
| Бэлць            | 2022/23          | 20   | 0    | 4     | 1     | —         | —         | 24    | 1     |
| Бэлць            | 2023/24          | 20   | 2    | 4     | 0     | —         | —         | 24    | 2     |
| Бэлць            | 2024/25          | 10   | 2    | —     | —     | —         | —         | 10    | 2     |
| Бэлць            | Итого            | 50   | 4    | 8     | 1     | —         | —         | 58    | 5     |
| Всего за карьеру | Всего за карьеру | 66   | 6    | 12    | 1     | —         | —         | 78    | 7     |